# Sincretismo cultural
El sincretismo cultural se refiere al proceso de transculturación y mestizaje entre distintas culturas. En términos generales, se refiere básicamente a cómo se produjo la mezcla entre Europa, sobre todo España y Portugal, y el Nuevo Mundo (América).
¿En que consistio el sincretismo cultural que dio paso a la civilización europea occidental?
El sincretismo cultural que dio paso a la civilización europea occidental consistió en la fusión de elementos de diversas culturas, principalmente la grecorromana, la cristiana y las tradiciones germánicas. Este proceso permitió la integración de conocimientos, creencias y prácticas, dando lugar a una identidad cultural rica y diversa que sentó las bases del desarrollo social, político y artístico en Europa.

## Sincretismo cultural desde la historia latinoamericana

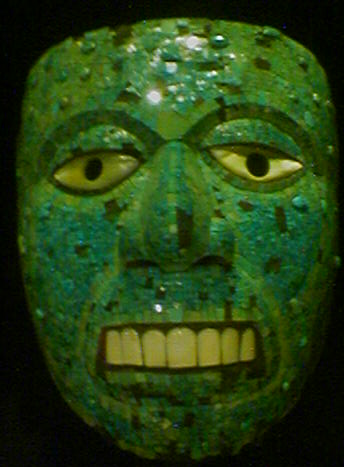
Máscara azteca.

Actos de personas de color sin fe podrían considerarse como elementos de revalidación ante una política de negación cultural (sincretismo cultural negativo) no es sino hasta principios del siglo XX que el pueblo latinoamericano logra solidificar, madurar una teoría relativa al mestizaje cultural. A través de las obras de los creadores modernos se notaba también la tensión entre las prácticas colonialistas de las élites locales frente a los elementos silenciados de los pueblos.
Rubén Darío habría marcado una huella profunda entre la forma de entender las relaciones artísticas entre Europa e Hispanoamérica. Su original mezcla de elementos propios del mestizaje hispano-indígena y su atención a las vanguardias (en una sociedad costumbrista y conservadora) puso un antes y un después en la forma de escribir y pensar en el nuevo mundo y fue la base para el surgimiento posterior de creadores de la talla de Octavio Paz, Pablo Neruda, Gabriela Mistral, Ernesto Cardenal, Alejo Carpentier o Mario Benedetti. Otro pilar referencial es evidentemente José Martí. Su denuncia adelantada al poscolonialismo se convierte en la base de los modernistas latinoamericanos quienes se liberan del pensamiento hispanista que queda sólo relegado a la estructura funcional de las élites fundadoras del subcontinente. Resumiendo la importancia filosófica, artística y política del sincretismo, el bogotano Yuri Gómez resumió: "La praxis sincrética que nos resulta de interés, porque de ella gozamos todos, no es esa originaria e inextricable que se encuentra en el origen del saber, en el origen del lenguaje y en el origen del tiempo. La fuerza del sincretismo verdaderamente interesante es la influencia que se concreta en el interior del saber de hoy y en su práctica por que nos hace universales ya que consiste en el esfuerzo humano involuntario por reunir lo diferente en cada acto y hacer que el resultado se asemeje a lo no semejante". 
En el arte pictórico resultan fundamentales las obras de Roberto Matta y su visión de vanguardia en clave surrealista, Fernando Botero y el aporte transdisciplinario de los mexicanos David Alfaro Siqueiros, Diego Rivera y Frida Kahlo. No es casual la gran presencia de México en el arte hispanoamericano; este país quizá fue el que desarrolló de manera más exitosa el sincretismo cultural en todas sus variantes.
El análisis de la obra de arte latinoamericana logra un efecto de espejo capaz de entender lo que hay detrás de las prácticas culturales. Las redes de la hibridación os los deremiten necesariamente a conflictos de clase, negación y mediaciones. El aporte artístico en el siglo XX de creadores capaces de hacer puente entre el viejo y el nuevo mundo empezó a promover la necesidad de abandonar la idea de considerar la estética mestiza como exótica y tomarla como un elemento referencial a nivel mundial.

## Arte Sincrético Latinoamericano
Una interesante y nueva faceta del Sincretismo en el arte aparece en los años 90 en Colombia, Ecuador y Perú con la Liga Latinoamericana de Artistas. Por medio de esta organización, casi trescientos artistas hispanoamericanos han trabajado en conjunto sobre la Tesis "Entre Sincretismo y Paramodernidad" (Vallejo) en diversos campos de las artes visuales, medios mixtos, artes en base temporal, multimedial, teatro, música, literatura y arquitectura. El precursor del movimiento, el antropólogo colombiano Alonso Jiménez explica:
"Sus argumentos han sido abordados desde la perspectiva del sincretismo latinoamericano, como fenómeno de hibridación cultural, de allí la importancia de este esfuerzo intelectual cuyos problemas concretos parecen retomar algo del pensamiento del uruguayo Joaquín Torres García y del cubano Juan Francisco Elso Padilla en términos de para modernidad. Sin embargo, sus aportes se van concretando con el acercamiento paulatino al lenguaje vernáculo que camina entre el puente de lo sagrado y lo cultural, estructurados en Patois y subdialectos estéticos.
Igualmente la Liga Latinoamericana de Artistas, se ha destacado por hacer presencia en el campo del Ex Librismo, a la par con grupos de México y Argentina, siendo gestora de exposiciones y de ingreso a colecciones permanentes de gran valía en el contexto internacional1."
Sobre el mismo tema comenta en sus términos el filósofo colombiano Yuri Gómez:
"La praxis sincrética que nos resulta de interés, porque de ella gozamos todos, no es esa originaria e inextricable que se encuentra en el origen del saber, en el origen del lenguaje y en el origen del tiempo. La fuerza del sincretismo verdaderamente interesante es la influencia que se concreta en el interior del saber de hoy y en su práctica porque nos hace universales ya que consiste en el esfuerzo humano involuntario por reunir lo diferente en cada acto y hacer que el resultado se asemeje a lo no semejante2.”
El siguiente párrafo es el Resumen del artículo "El sincretismo y el arte contemporáneo latinoamericano", escrito por Álvaro Villalobos-Herrera:
"A la mezcla y coparticipación de formas culturales que permanecen juntas y en convivencia generando un resultado se les llama sincretismo, esta característica abstracta pero real distingue las obras más representativas del arte contemporáneo latinoamericano. La tecnología ha limitado las principales relaciones del sincretismo, al estudio del comportamiento de las comunidades, razas y pueblos en torno a la pervivencia de rituales paganos mezclados con creencias religiosas pero no en relación con el arte, de aquí la importancia de un estudio sobre la relación particular del sincretismo con la obra de arte contemporáneo. El presente trabajo trata las relaciones de los lenguajes artísticos actuales a partir de sus tendencias poéticas y los elementos más significativos derivados de caracteres de   innovación u obsolescencia en relación con el sincretismo y las nociones de identidad y cultura. Toma en cuenta el contenido simbólico del arte contemporáneo considerando los elementos conceptúales, formales y técnicos, que contemplan la obra de arte como un signo o como un sistema de signos localizados en un contexto social y cultural determinado, un sistema portador de valores informativos que ejerce influencias en la sociedad actual a partir de un contexto histórico y geográfico que denota características culturales y de identidad en el arte latinoamericano. El sincretismo existe por sí mismo, es para sí mismo y en sí es una acción individual desde dentro de las entrañas de las mezclas e híbridos, parte del contexto referencial del artista y de su mundo que obedece a lazos internos y externos de sus fenómenos culturales. Así, la función del arte no es de resultados sino de proposiciones que establecen acciones que conllevan verdad artística y verdad intencional de realización, por tanto, lo sincrético existe en su propio ser y hacer de la condición del hombre histórico, sagrado o profano."